# Делерю, Жорж
Жорж Делерю́ (Georges Delerue; 12 марта 1925 года — 20 марта 1992 года) — французский композитор, написавший музыку к более чем 350 кино- и телефильмам, за что газетой «Le Figaro» был назван «Моцартом кинотеатров».

## Биография
Ученик Дариюса Мийо, Делерю снискал признание музыкой к ранним фильмам «новой волны» — «Хиросима, любовь моя» (1959), «Стреляйте в пианиста» (1960), «Жюль и Джим» (1961), «Сдохни» (1962), «Вива, Мария!» (1965), «Конформист» (1970).
В 1970-е годы Делерю продолжал сотрудничать с Трюффо. Именно ему принадлежит музыка к знаменитому фильму режиссёра, «Последнее метро». За эту работу он получил свою третью подряд премию «Сезар».
С 1972 года работал в Голливуде, — не переставая писать для французского кино, сочинил музыку ко многим выдающимся американским фильмам («Взвод» Оливера Стоуна, «Казино» Мартина Скорсезе — переработка его собственной темы из годаровского «Презрения»).
Одним из режиссёров, с которыми Делерю работал долгое время, был британский кинематографист Джек Клейтон. В 1982 году на студии Walt Disney Productions были начаты съёмки экранизации книги Рэя Бредбери «Надвигается беда». Клейтон, назначенный руководством студии на должность режиссёра, пригласил Жоржа Делерю написать к этому фильму музыку. Сессии записи саундтрека прошли в начале 1982 года, однако руководством студии музыка первоначальной версии фильма была отвергнута с формулировкой «слишком мрачная», а на место Делерю был назначен молодой Джеймс Хорнер. Для французского музыканта данная отмена стала сильным ударом. Несмотря на этот случай, Делерю работал с Клейтоном над его двумя последними киноработами.
Скончался спустя 8 дней после своего 67-летия от сердечного приступа 20 марта 1992 года сразу после окончания записи музыки к фильму «Богатство в любви», похоронен на кладбище Форест-Лаун в городе Глендейл (штат Калифорния, США).

## Музыка к фильмам
- 1957 — Письмо из Сибири
- 1959 — Хиросима, любовь моя
- 1960 — Стреляйте в пианиста
- 1960 — Взвесь весь риск
- 1960 — Француженка и любовь
- 1961 — Любовник на пять дней / L’Amant de cinq jours
- 1961 — Дело Нины Б. / L’affaire Nina B.
- 1961 — Столь долгое отсутствие
- 1961 — Жюль и Джим
- 1962 — Картуш / Cartouche
- 1962 — Преступление не выгодно
- 1963 — Старший Фершо
- 1963 — Мороз по коже / Chair de poule
- 1963 — Отвратительный человек таможен / L’Abominable Homme des douanes
- 1963 — Благородный Станислас, секретный агент / L’Honorable Stanislas, agent secret
- 1963 — Презрение / Le Mépris
- 1963 — Бессмертная / L’immortelle
- 1964 — Непокорённый / L’insoumis
- 1964 — Пожиратель тыкв / The Pumpkin Eater
- 1964 — Сто тысяч долларов на солнце
- 1964 — Человек из Рио
- 1964 — Нежная кожа
- 1964 — Игра в ящик / Des pissenlits par la racine
- 1964 — Трудный возраст / L'Âge ingrat
- 1965 — Вива, Мария!
- 1965 — Разиня / Le Corniaud
- 1965 — Злоключения китайца в Китае / Les Tribulations d’un Chinois en Chine
- 1966 — Человек на все времена
- 1967 — Оскар
- 1968 — Маленькая добродетель / La Petite Vertu
- 1969 — Супермозг / Le Cerveau
- 1969 — Замороженный / Hibernatus
- 1969 — Влюблённые женщины / Women in Lofe
- 1969 — Прогулка с любовью и смертью / A Walk with Love and Death
- 1969 — Тысяча дней Анны
- 1970 — Капризы Марии / Les Caprices de Marie
- 1970 — Конформист / Il conformista
- 1971 — Мальпертюи
- 1971 — Обратный отсчёт / Comptes à rebours
- 1971 — Две англичанки и «Континент» — представитель Клода
- 1972 — Такая красотка, как я / Une Belle Fille Comme Moi
- 1972 — День Шакала
- 1972 — Дорогая Луиза / Chère Louise
- 1972 — Проклятые короли (ТВ) / Les Rois Maudits
- 1973 — Американская ночь / La Nuit américaine
- 1973 — День дельфина
- 1973 — Воспитание чувств (ТВ) / L'éducation sentimentale — Розенвальд
- 1974 — Пощёчина / La Gifle
- 1974 — Поль и Виргиния (ТВ) / Paul et Virginie
- 1975 — Главное — любить / L’important c’est d’aimer
- 1975 — Неисправимый / L’Incorrigible
- 1976 — Покой / Calmos
- 1976 — Как бумеранг /Comme un boomerang
- 1976 — Никогда плюс всегда[фр.]
- 1976 — Суперплут / Le Grand escogriffe
- 1976 — Полицейский кольт «Питон 357» / Police Python 357
- 1977 — Приготовьте носовые платки
- 1977 — Джулия / Julia
- 1978 — Нежный полицейский / Tendre Poulet
- 1978 — Сбежавшая любовь / L’Amour en fuite
- 1979 — Маленький роман/ A Little Romance
- 1981 — Последнее метро
- 1981 — Под предварительным следствием / Garde à vue
- 1981 — Соседка / La Femme d’à côté
- 1981 — Тайны исповеди
- 1981 — Документатор/ Documenteur
- 1981 — Богатые и знаменитые
- 1981 — Жозефа / Josepha
- 1982 — Прохожая из Сан-Суси / La Passante du Sans-Souci
- 1983 — Убийственное лето / L'été meurtrier
- 1983 — Весёленькое воскресенье / Vivement dimanche!
- 1983 — Силквуд
- 1983 — На виду / Exposed
- 1984 — Авантюристы
- 1985 — Триумфальная арка
- 1985 — Африканец
- 1985 — Агнесса божья
- 1986 — Сошествие в ад / Descente aux Enfers
- 1986 — Меч Гедеона / Sword of Gideon
- 1986 — Семейный совет
- 1986 — Сальвадор
- 1986 — Взвод / Platoon
- 1986 — Шок / Mesmerized
- 1986 — Хватай и беги / Touch and Go
- 1986 — Франческа и я / Francesca è mia
- 1987 — Побег из Собибора / Escape from Sobibor
- 1987 — Специалист по съёму
- 1987 — Влюблённый мужчина
- 1988 — Шуаны
- 1988 — Билокси Блюз / Biloxi Blues
- 1988 — На пляже
- 1988 — Отель разбитых сердец
- 1988 — Близнецы
- 1988 — Дом на Кэрролл-стрит
- 1988 — Убить священника
- 1989 — Её алиби
- 1989 — Стальные магнолии
- 1989 — Французская революция / La Révolution française
- 1989 — Георг Эльсер — единственный в Германии[нем.] / Georg Elser — Einer aus Deutschland
- 1990 — Муштра
- 1990 — Джо против вулкана
- 1991 — Белая королева / La Reine blanche
- 1991 — Кудряшка Сью
- 1991 — Бездельник / Slacker
- 1992 — Дьенбьенфу / Diên Biên Phú
- 1992 — Людские неприятности
- 1992 — Богатые в любви[англ.]
- 1992 — Селин / Céline
- 1995 — Казино / Casino

## Инструментальная музыка
- Струнные квартеты № 1 (1948) и 2 (1971)
- Речитатив и хорал для трубы и органа (1972)
- Соната для скрипки соло (1977)
- Романтическая баллада для скрипки и фортепиано (1984)
- Мадригал для тромбона соло и ансамбля 5 тромбонов
- Элегия для кларнета и фортепиано (1977)
- «Витраж» для духового квинтета (1979)
- Четыре пьесы для кларнета и фортепиано (1980)
- Прелюдия и танец для гобоя и фортепиано (1980)
- Ария и Финал для виолончели и фортепиано (1947)
- Концертная симфония для фортепиано с оркестром (1955)
- «Прощальный концерт» для оркестра (1992)

## Признание

### Награды

#### «Оскар»
- 1980 — лучшая музыка к фильму («Маленький роман»)

#### «Сезар»
- 1979 — лучшая музыка к фильму («Приготовьте ваши носовые платки»)
- 1980 — лучшая музыка к фильму («Сбежавшая любовь»)
- 1981 — лучшая музыка к фильму («Последнее метро»)

#### ПремияASCAP
- 1990 — лидер кассовых сборов года («Близнецы»)

#### «Джини»
- 1991 — лучшая музыка к фильму («Черная сутана»)

### Номинации

#### «Оскар»
- 1970 — лучшая музыка к фильму («Тысяча дней Анны»)

#### «Золотой глобус»
- 1970 — лучшая музыка к фильму («Тысяча дней Анны»)
- 1974 — лучшая музыка к фильму («День дельфина»)
- 1980 — лучшая музыка к фильму («Маленький роман»)

#### «BAFTA»
- 1970 — лучшая музыка к фильму («Влюблённые женщины»)
- 1979 — лучшая музыка к фильму («Джулия»)

#### «Сезар»
- 1977 — 2 номинации за лучшую музыку к фильму («Суперплут», «Полицейский кольт «Питон 357»»)
- 1983 — лучшая музыка к фильму («Прохожая из Сан-Суси»)
- 1984 — лучшая музыка к фильму («Убийственное лето»)
- 1993 — (посмертно) лучшая музыка к фильму («Дьенбьенфу»)